# Misael Silva Jansen
Misael Silva Jansen, mais conhecido como Misael (São Luís, 4 de julho de 1987), é um ex-futebolista brasileiro que atuava como atacante.

## Carreira

### Ceará
Misael foi contratado pelo Ceará para a temporada de 2009 devido ao bom desempenho no ano anterior, quando atuou pelo Moto Club. No time cearense, o jogador se destacou em 2010, quando teve participação decisiva no início do Brasileirão.

### Vasco da Gama
A pedido do técnico Paulo César Gusmão, que havia treinado o atacante no Ceará, o Vasco contratou o atacante para a temporada de 2011 por empréstimo. Sem muitas oportunidades, Misael acabou encerrando o contrato com o clube no mês de agosto.

### Sport
Ainda em agosto de 2011, Misael foi emprestado pelo Ceará para o Sport, onde foi treinado novamente por PC Gusmão. Novamente, o atacante entrou em campo em poucas oportunidades, mas o time pernambucano conseguiu o acesso para a Série A do ano seguinte.

### Ceará
De volta ao Ceará em 2012, conquistou o campeonato estadual. No final do ano, deixou o clube.

### Luverdense
Após um período no Atlético Sorocaba e duas lesões, Misael foi para o Luverdense. Destacou-se no dia 21 de agosto de 2013, quando marcou um gol contra o Corinthians na vitória pelo placar mínimo em partida válida pela Copa do Brasil. Em entrevista, declarou que este foi o gol mais importante de sua carreira. O time acabou eliminado ao levar dois gols na partida de volta. Ao fim da temporada, o Luverdense conquistou o acesso à Série B, com Misael sendo destaque marcando nove gols na campanha.

### Ituano
Em 2015, foi contratado pelo Ituano para disputar o Campeonato Paulista.

### Paysandu
Em 14 de maio de 2015, foi anunciada a contratação do atacante pelo Paysandu.

### Santa Cruz
Em 3 de maio de 2019, o Santa Cruz anunciou a contratação de Misael para reforçar o time no restante da temporada.

### Votuporanguense
Após ser anunciado, em novembro de 2019, pelo Manaus, mas posteriormente reprovado nos exames físicos, foi contratado pelo Votuporanguense em janeiro de 2020.

### Portuguesa
Em 6 de janeiro de 2021, a Portuguesa anunciou a contratação do jogador.

## Títulos
Moto Club
- Campeonato Maranhense: 2006, 2008

Vasco da Gama
- Copa do Brasil: 2011

Ceará
- Campeonato Cearense: 2012

### Outras conquistas
Ceará
- Troféu Chico Anysio: 2012

### Prêmios individuais
- Troféu Mirante Esporte: 2008[1]